# Акуминкум
Акуминкум (лат. Acumincum, на српском Градина) је античко утврђење и средњовековна тврђава који су се налазили на обали Дунава, на лесном платоу, код данашњег Сланкамена, у општини Инђија. Сам назив Акуминкум је изворно келтска реч.

## Опис непокретног културног добра
Римско утврђење подигнуто на праисторијском опидуму. Средњевек. Тврђава саграђена у 14. веку.
У периоду од 1. до 3. века, на основи келтског опидума подигнуто је римско утврђење. Из најстаријег античког слоја од археолошких налаза јављају се керамика, опека и тегуле. Током 2. и 3. века утврђење, као и грађевине унутар њега су обновљене. Зидови су били од камена. Овде је била стационирана кохорта 1. лат. Campanorum). И ово утврђење је било прилагођено конфигурацији терена.
Од града су остале рушевине Горње и Доње тврђаве из друге половине 15. века. На источном зиду сачуване су по једна правоугаона и полукружна кула. У непосредној околини тврђаве налазе се следећи локалитети Хумка, Танацков салаш и Дугореп, на којима су утврђени културни слојеви од праисторије до средњег века. Испод саме тврђаве, у подруму винарије „Акуминкум”, некадашњег жупног дома, сачувани су остаци турског хамама из 16. века.
Паралелно у подножју Градине развијало се цивилно насеље. Из утврђења, као и са ширег подручја данашњег Старог Сланкамена, потичу бројни налази римског новца, од Галијена до Јустинијана, као и камени споменици који се чувају у Археолошком музеју у Загребу. У 5. или 6. веку, за време велике сеобе народа, насеље је порушено од стране Гепида, Хуна или Авара. На то указују трагови паљевине између античког и средњовековног слоја, као и значајни трагови пустошења на римским бедемима и осталим грађевинама, па се претпоставља да је Акуминкум делио судбину других каструма у овом делу Лимеса.
У близини Старог Сланкамена нађен је надгробни споменик подигнут Титу Флавију Прокулу, који је носио титулу princeps praefectus Scordiscorum, из 2. половине 1. века п. н. е.

## Историја истраживања
Археолошким ископавањима од 1955—1958. године утврђено је да је Градина вишеслојно налазиште, чији најстарији слојеви припадају позном брозаном добу и насељу Скордиска од кога су сачувани делови бедема.
На налазишту су на остацима античке откривени остаци средњовековне тврђаве, која се у изворима 1072. године помиње као Каструм Зеленкамен. Почетком 15. века утврда је била у поседу српских деспота Лазаревића и Бранковића. У то време у Сланкамену се налазио један од важнијих преписивачких центара. Турци су град заузели 1521. године, а затим се често помиње у Аустро-турским ратовима, поред осталог и као поприште битке код Сланкамена, 1691. године, у којој је аустријска војска под заповедништвом Лудвига Баденског победила турску војску.
Из најстаријег античког слоја пронађени су скромни остаци архитектуре зидани ломљеним каменом са блатом као везивним агрегатом, као и у техници сухозида, док се од покретних археолошких налаза јављају керамика, опека, имбрекси и тегуле.
Напомена, римска освајања ових крајева почела су 146. године п. н. е. и трајала су све до 15 године наше ере када су Римљани успели да сломе Скордиске и овај део Подунавља прикључе Римској империји.

## Значај
Одлука о утврђивању археолошког локалитета под називом Акуминкум, Решење Завода за заштиту и научно проучавање споменика културе НРС број 1332/48. од 16. август 1948. године.
Категорија — Културна добра од великог значаја
Број и датум службеног гласила одлуке о категоризацији: „Службени лист Аутономне покрајине Војводине” број 28/91.
Територијално надлежан завод за археолошки локалитет је Завод за заштиту споменика културе Сремска Митровица.